# 吴金笔
吴金笔（1972年5月—），福建南安人，汉族，中国共产党党员。中华人民共和国政治人物、第十三届全国人民代表大会福建省代表。

## 生平
2018年，吴金笔被选为福建省出席第十三届全国人民代表大会代表。